# مقاطعة ساوة
مقاطعة ساوة (بالفارسية: شهرستان ساوه) هي إحدى مقاطعات محافظة مركزي في إيران. كان عدد سكان المقاطعة سنة 2011 حوالي 259,030 نسمة.